# فولفغانغ إتش بيرغر
فولفغانغ إتش بيرغر (بالألمانية: Wolfgang H. Berger)‏ هو إحاثي وأستاذ جامعي وجيولوجي ألماني وأمريكي، ولد في 5 أكتوبر 1937 في إرلنغن في ألمانيا، وتوفي في 6 أغسطس 2017.